# チャパリータASARI
チャパリータASARI（チャパリータ・アサリ、本名：渡邉 真美（わたなべ まさみ）、1973年9月15日 - ）は、日本の元女子プロレスラー。東京都荒川区出身。日本女子体育大学附属二階堂高等学校卒業。
ニックネームは「ちゃぱ、ASARI」。中学時代から大の長渕剛ファン。引退後、40歳を過ぎた頃から突如、SMAP、中居正広の魅力にも気付きスマオタに。ファンネームは、チャパ男、チャパ子

## 来歴
幼少期から夢は「プロレスラーになる事」だったが、中学3年で初挑戦したオーディションでは書類審査で不合格。当時の教師の勧めで、スポーツの名門校、日本女子体育大学附属二階堂高等学校に進学。体操部に所属。体操の技術を全てプロレスに活かすことに専念するため減量は一切行わず、体操選手としては無名の存在だった。女子プロレスラーの風間ルミは高校の先輩にあたる。
1992年全日本女子プロレスのオーディションに四回目で合格。もともと当時の入団規定である身長160cmに満たなかったものの、体操の経験を活かし、リング上で後の得意技となるスカイツイスタープレスの原形を披露し認異例の合格。
プロレスデビューは1992年11月19日、葛飾区総合スポーツセンターでの対椎名由香戦全女低迷期でテレビ撮りもビデオ撮りもなく、誰からも期待されずにひっそりとデビュー。
新人時代は北斗晶の付き人をつとめる。
デビュー翌年あたりから団体対抗戦ブームとなりリングネームを本名の渡辺真美からチャパリータASARIに改名する。なお、リングネームの由来は、全女の練習生時代からのあだ名「ASARI」に、当時の広報担当がスペイン語で「小さくて可愛い」という意味の「チャパリータ」を組み合わせた。
全女ではジュニア王座や世界スーパーライト級王座に就くなど活躍、WWE（当時WWF）のPPV・サバイバー・シリーズにおいて得意技のスカイツイスタープレスをライオネス飛鳥相手に披露した。
1994年、みちのくプロレスに参戦。1997年以降レギュラー参戦し、自らみちのく女子部を設立するなど活動的で、みちのくファンから根強い人気を得た。
1997年9月に全女の経営難から退団し、ネオ・レディース（後のNEO女子プロレス）に入団（この時、当時アルシオンの社長だった小川宏もASARIをアルシオンにスカウトするつもりでいたが、先に井上京子の方が声をかけたので、ネオ・レディースに入団している）、2年間の活動の後、退団してフリーランスとなる。
2002年11月22日、ディファ有明にてデビュー10周年自主興行開催。試合後、「自分のプロレスに納得がいかなくなった」と、引退を表明。
2003年5月5日、現役を引退。10年半の現役生活にピリオドを打った。
2006年結婚、2児をもうけるが、2023年に離婚。
2022年5月、ブル中野のYouTubeにゲストとして登場した。

## 得意技
空中殺法を得意とし、スカイツイスタープレスは彼女の代名詞とも言える技である。
スカイ・ツイスター・プレス
この技のオリジネイター。
ロンダート・カンガルーキック
コーナーにもたれかかった相手に向かって側転（体操でいうロンダート）からバック転した後、胸元へ背面ドロップキックを放つ技。
コルバタ
雪崩式フランケンシュタイナー
みちのくドライバーⅡ
ASARI式揺りイス固め

## 獲得タイトル
- WWWA世界スーパーライト級王座
- 全日本ジュニア王座
- 全日本タッグ王座
- スカイハイ・オブ・アルシオン王座

## 入場テーマ曲
- Space-Flying Soldier（完全版全日本女子プロレス選手別テーマ曲集に収録）